# Giresun (provincie)
Giresun is een provincie in Turkije. De provincie is 7151 km² groot en heeft 455.922 inwoners (2025). De hoofdstad is het gelijknamige Giresun.

## Bestuurlijke indeling

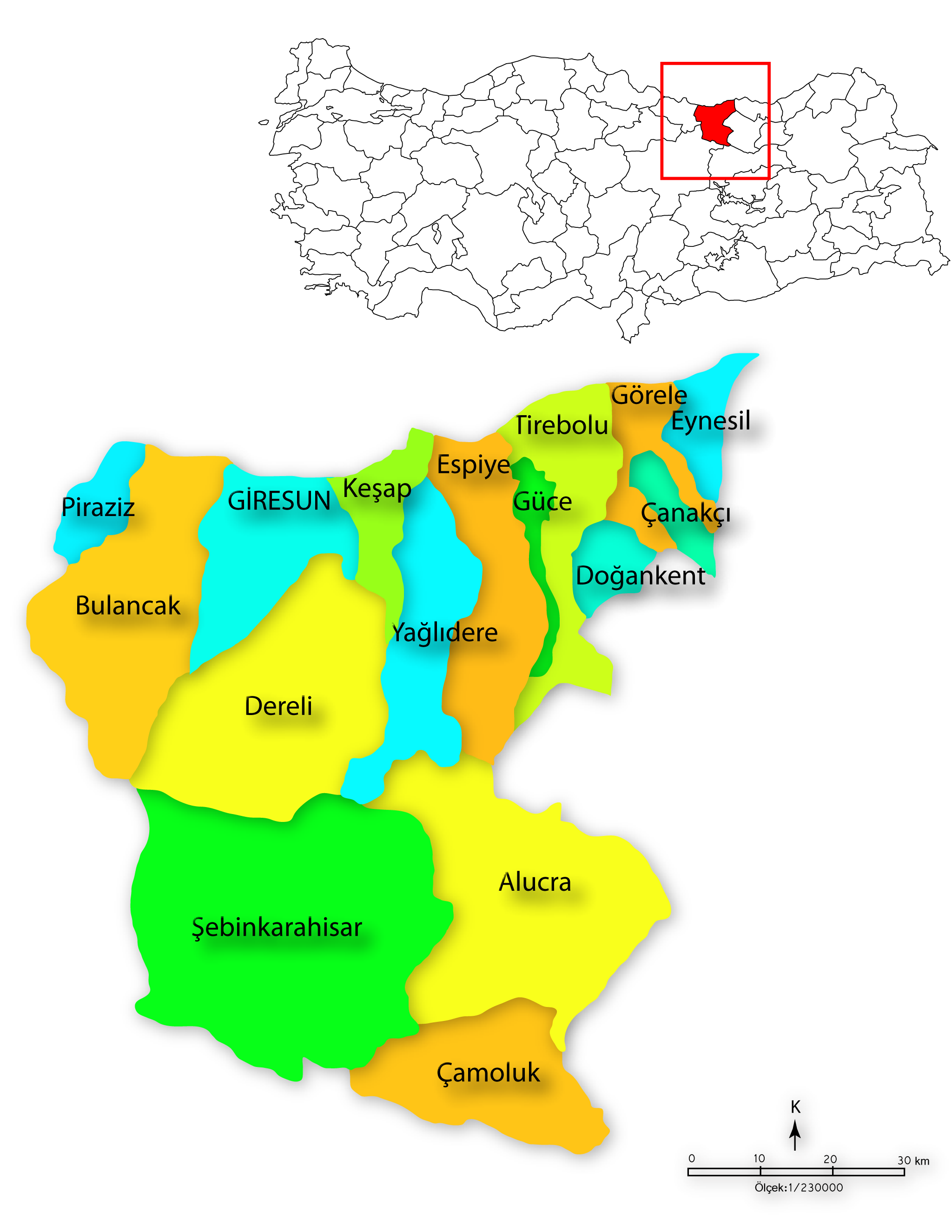
Districten van Giresun

### Districten
De provincie bestaat uit de volgende 16 districten:
| - Alucra - Bulancak - Çamoluk - Çanakçı | - Dereli - Doğankent - Espiye - Eynesil | - Giresun - Görele - Güce - Keşap | - Piraziz - Şebinkarahisar - Tirebolu - Yağlıdere |